# Verbascum semisplendidum
Verbascum semisplendidum är en flenörtsväxtart som beskrevs av Karl Heinz Rechinger. Verbascum semisplendidum ingår i släktet kungsljus, och familjen flenörtsväxter. Inga underarter finns listade i Catalogue of Life.